# Kamcsatkai mézbogyó
A kamcsatkai mézbogyó (Lonicera kamtschatica) a mácsonyavirágúak (Dipsacales) rendjébe, tartozó loncfélék (Caprifoliaceae) családjában a névadó lonc nemzetség egyik faja. Egyes rendszerezők szerint nem önálló faj, hanem a kék mézbogyó (Lonicera caerulea) egyik változata (L. c. var. kamtschatica).

## Elterjedése
Mérsékelt éghajlatú területeken fordul elő. Észak-Amerikában, illetve Szibériában őshonos. A Távol-Keleten mindenfelé termesztik, különösen népszerű Japánban, ahol hasukappunak hívják.

## Megjelenése

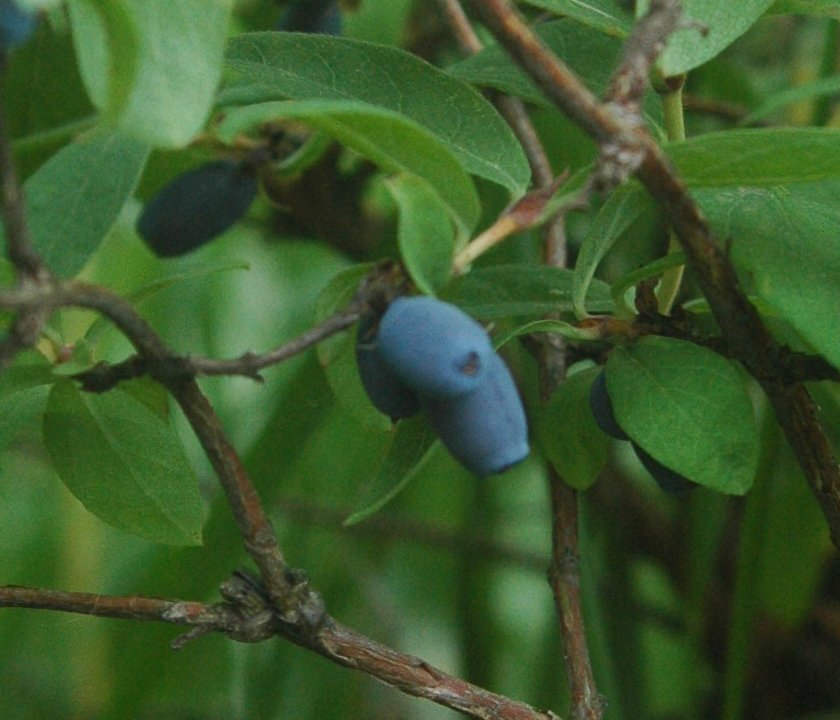
Bogyós gyümölcse

1,5 m magasra növő bokor. Termése kék, mézédes kb. 2 cm-es bogyó.

## Életmódja
Teljesen fagyálló, igénytelen; gyakorlatilag bármilyen talajon megél. Kiskertekben és edényben is tartható. Az egyik legkorábban virágzó és gyümölcsöt érlelő növény,  termése májusban érik be.
Nevéhez híven jól bírja a hideget, akár -40 °C-ot is túlél. A kihajtott növények -21 °C-ot, a kivirágzott növény -8 °C-t tud elviselni. (Nem kell félteni a fagyosszentektől.) Félárnyékos szegélyeket kedvelő cserje, megfelelő terméshozamához jó vízmegtartó képességű talajt igényel.

## Felhasználása
Ehető gyümölcse sok C- és sok B-vitamint, valamint antioxidánst (antociánt) tartalmaz. Japánban lekvárt, italt és fagylaltot is készítenek belőle. Látványos termései miatt díszbokornak is ültetik.